# Vairagya
Vairāgya (devanāgarī: वैराग्य) ou virāga est un terme sanskrit utilisé dans l'hindouisme et le bouddhisme qui signifie absence de passion (rāga), détachement, renoncement au monde ou abnégation. 

## Hindouisme
Dans les Yogasūtra de Patañjali, vairāgya va de pair avec abhyāsa,.
Pour Swami Vivekananda, « le détachement est la base de tous les yogas. (...) [Il] n'a rien à voir avec notre corps physique, tout est dans l'esprit. La chaîne du "je" et du "mien" est dans notre esprit. Si nous ne sommes pas lié par cette chaîne au corps et aux objets des sens, nous sommes sans attachement, où que nous soyons et quoi que nous soyons. ».
Dans une lettre à un disciple, Swami Prajnanpad écrit : « Quand il n'y a pas de désir soit d'obtenir, soit de renoncer, c'est vairâgya. Le désir "je veux quelque chose" et "je ne veux pas quelque chose" n'est plus présent. C'est la négation de "j'aime quelque chose" aussi bien que de "je n'aime pas quelque chose". [...] Si le mental est libre de cet adhésif appelé désir, vous n'avez ni le sentiment de posséder quelque chose, ni celui d'en être privé : voici ce qu'est vairâgya. »

## Bouddhisme
Selon Gautama Bouddha, « les quatre vérités sont les vérités nobles parce qu'elles sont fondamentalement liées à la Conduite sublime (brahmacariyā), elles mènent au désenchantement (nibbidā), au détachement (virāga), à la cessation complète de la souffrance, à la sérénité, à la réalisation complète, au nibbāna. »